# 天草諸島
天草諸島（あまくさしょとう）は、九州西部の熊本県と鹿児島県にまたがる諸島である。北は有明海、東・南東は八代海（不知火海）、西・南西は東シナ海の天草灘に囲まれる。別称は苓州・苓洲（れいしゅう）。天草を甘草に掛け、その漢名「苓」から唐名風に名付けたもの。

## 概要

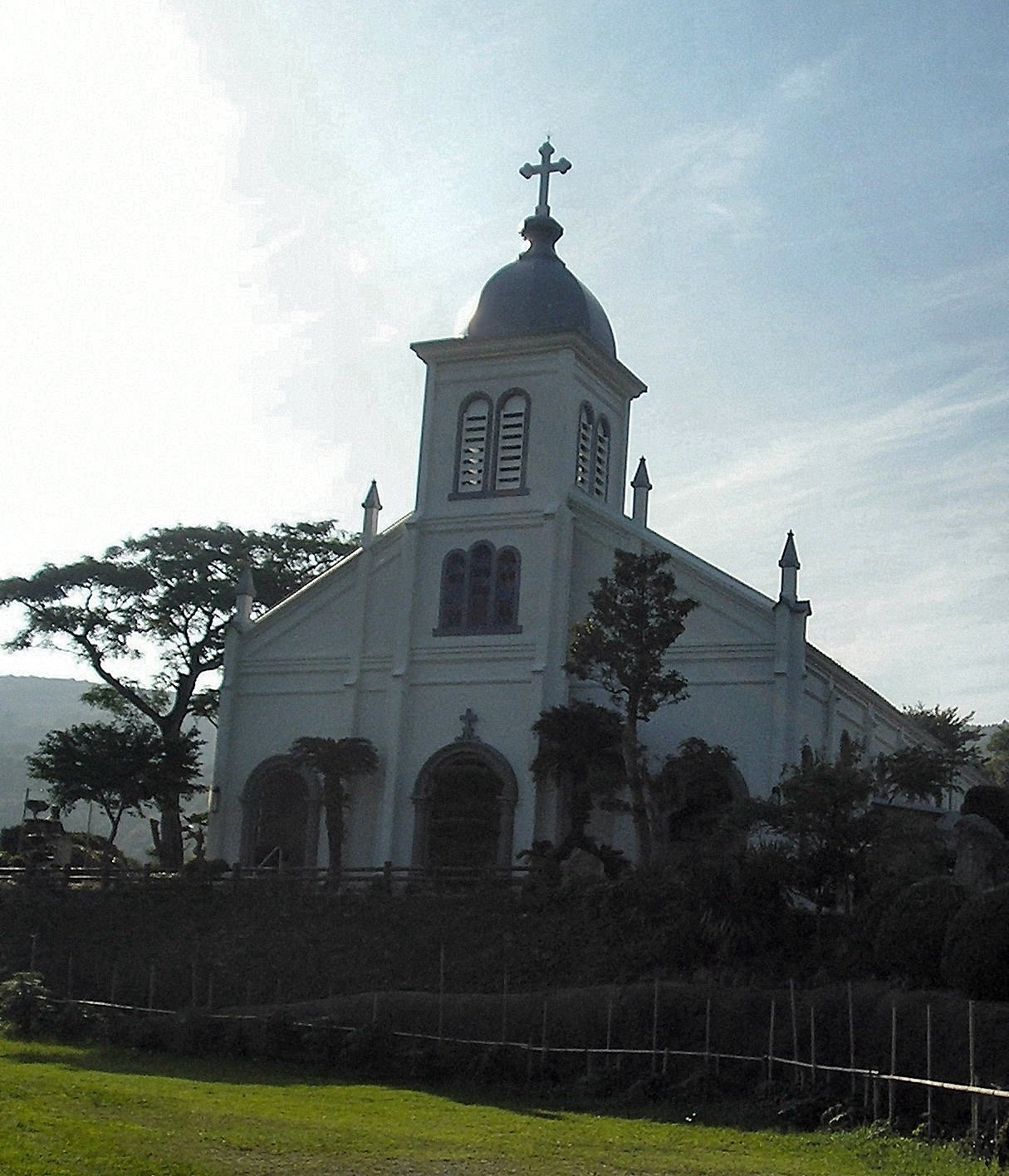
大江天主堂

全体の面積は約1000km2、人口は126,445人（鹿児島県長島町を含む推計人口（2014年11月1日））。
上島（かみしま）と下島（しもしま）（または天草上島と天草下島）を主島とする。下島は面積574.01km2であり、本州など主要4島を除く日本の島では8番目に広大な面積（離島で8位の面積）を有する。上島、長島、大矢野島、獅子島、御所浦島がこれに続く。
かつてキリスト教（カトリック）の布教が広がり、キリシタン弾圧や島原・天草の乱などの悲劇もあったことから、キリシタンの島として知られ、現在も3か所のカトリック教会がある。ただし現在の信者数は突出して多いわけではなく、人口の1%にも満たない。
元来、全域が肥後国天草郡だったが、1581年、長島・獅子島などが薩摩国出水郡に編入された（#歴史参照）。これにより現在も、これらの島々は鹿児島県長島町に属している。このため、これらの島々を天草諸島に含めないこともある。なお、天草諸島に隣接する宇城市三角町戸馳の戸馳島は天草諸島に含まれない。

## 産業
温暖な気候で、水産業、特にクルマエビ・真珠などの養殖業が盛ん。近年は新たに近大マグロ、岩牡蠣、トラフグ等の新たな養殖が取り組まれている。
非常に優れた品位の陶石（天草陶石）を産することでも知られており、生産量は全国の8割を占め、地元の天草陶磁器や日本各地の陶磁器の原料として多く用いられている。
長崎県の島原半島とともに雲仙天草国立公園に指定されている。海水浴、イルカウォッチング、船旅、温泉などを楽しめ、年間約480万人の観光客が訪れる。

## 地理

### 自治体
- 熊本県（旧本渡市・旧牛深市・天草郡）
  - 上天草市
  - 天草市
  - 苓北町
- 鹿児島県（出水郡）
  - 長島町

上天草市
天草市
苓北町
長島町

### 主な島

#### 熊本県
- 主島
  - 下島（しもしま、574.01 km2） - 天草市・苓北町
  - 上島（かみしま、225.32 km2） - 天草市・上天草市
- （上島北東）
  - 大矢野島（おおやのしま、29.88 km2、上天草市大矢野地区）
  - 維和島（いわじま、6.4 km2、上天草市大矢野町維和）
  - 湯島（ゆしま、0.52 km2、上天草市大矢野町湯島）
  - 野釜島（のがまじま、0.32 km2、上天草市大矢野町上）
  - 野牛島（やぎゅうじま、0.12 km2、上天草市大矢野町中）
- （上島北東、天草松島）
  - 樋合島（ひあいじま、0.79 km2、上天草市松島町合津）
  - 永浦島（ながうらじま、0.79 km2、上天草市松島町合津）
  - 前島（まえじま、0.43 km2、上天草市松島町合津）
  - 瀬島（せしま、0.32 km2、上天草市松島町阿村）
  - 中島（なかじま、0.21 km2、上天草市松島町阿村）
  - 高杢島（たかもくじま、0.12 km2、上天草市松島町合津）
- （上島南東）
  - 樋島（ひのしま、3.46 km2、上天草市龍ヶ岳町樋島）
- （上島南方）
  - 御所浦島（ごしょうらじま、14.0 km2、天草市御所浦町御所浦）
  - 牧島（まきしま、6.0 km2、天草市御所浦町牧島）
  - 横浦島（よこうらじま、1.09 km2、天草市御所浦町横浦）
- （下島南方）
  - 下須島（げすじま、4.7 km2、天草市牛深町）
- （下島南東）
  - 産島（うぶしま、1.94 km2、天草市河浦町宮野河内）
- （下島東方）
  - 横島（よこしま、0.83 km2、天草市新和町多田尾）
- （下島北方）
  - 通詞島 (つうじしま、0.6 km2、天草市五和町二江)

#### 鹿児島県
- 長島町
  - 長島（ながしま、90.79 km2）
  - 獅子島（ししじま、17.01 km2）
  - 諸浦島（しょうらじま、3.83 km2）
  - 伊唐島（いからじま、3.73 km2）

## 歴史
天草最古の記録は『先代旧事本紀』で、それに「天草国造」があったと記されている。但し、この史書は偽書説が濃厚であり、記述を鵜呑みにすることは出来ない。
信頼できる史書としては『続日本紀』が初出である。天平16年（744年）5月、雷雨に伴う洪水の最中に大地震が起こり、天草は八代・葦北共々大きな被害を被り、そのときの洪水による天草郡の被害は田が290余町、民家470余戸、被害者1,520余名に及んだとしている。
鎌倉時代に入ると、幕府により天草種有が本砥（本渡の旧名）の地頭職に任じられている。但し、天草全体を支配下に置いていた訳では無く、大矢野島には大矢野氏、天草下島北部にはその地頭志岐氏らが在った。14世紀になると、天草氏の所領は尼の妙性が守っていた。妙性は応長元年（1311年）に自らの子供らに領地を分け与えたものの、正和2年（1313年）、志岐氏当主の志岐景弘は妙性が自身の継母であるのを利用して、本砥の地頭職を幕府に願い出てこれを許される。こうして天草氏の嫡流は地頭職より途絶するに至った。弘安4年（1281年）、元寇が襲来した際は、大矢野氏の大矢野種保・種村兄弟が元寇迎撃に出陣している。
南北朝時代になると、この頃の志岐氏当主である志岐隆弘は北朝につき、本砥のみならず亀川の地頭職にも任じられる。しかし、天草氏の庶流河内浦氏、更に宮地氏が南朝について、城や柵を構えて激しく抵抗した。また、北朝方の天草豪族として上津浦氏・長島氏の名が、この頃に催された犬追物の参加者の中に見える。
戦国時代頃になると天草は、下島北部を領する志岐氏、中部の河内浦氏（後に天草氏に復姓）と宮地氏、南部の久玉氏、上島北部の上津浦氏、南部の栖本氏、大矢野島の大矢野氏、長島の長島氏の8氏が鎬を削る形となっていたが、やがて天草尚種が現れると、宮地氏と久玉氏は天草領に併呑され歴史からその名を消した。天文元年（1532年）、上津浦治種が、天草尚種、志岐重経、長島但馬守、栖本氏、大矢野氏の連合軍に攻められる事態が起こる。治種は八代・葦北・球磨の三郡を領する相良義滋に協力を打診、義滋がこれに支援したことで治種は大勝した。この一件以降、相良氏は天草鎮護の為に八代・葦北・球磨の兵1,000を半年交代で天草へ置くようになったが、肥前国有馬氏の介入もあり、天草内部の争乱は止む事が無かった。また、天文23年（1554年）、長島氏当主の長島鎮真が、義滋の後を継いだ相良晴広により長島を追われて薩摩国出水へ逃れた。残る天草氏・志岐氏・上津浦氏・栖本氏・大矢野氏らは、世に天草五人衆と称される。
永禄9年（1566年）、修道士ルイス・デ・アルメイダが志岐氏当主の志岐鎮経（麟泉）（下島・志岐城主）に招かれ、キリスト教がもたらされた。志岐には教会が建てられ、トルレス、ヴィレラ、オルガンチノらの宣教師も来島し、永禄11年（1568年）と元亀元年（1570年）には宗教会議も行われた。信仰は広まり、信者は1万5000人、教会堂は30あまりにも達したという。
このころまでは天草諸島と肥後国天草郡は一致していた。しかし、長島氏を庇護下においていた薩州家より、島津忠兼が派されて天草の長島氏旧領に侵攻、これにより天正9年（1581年）、長島・獅子島などが薩摩国出水郡に編入された。このときの国境が現在の県境ともなっている。
豊臣秀吉が九州平定を成し遂げると、豊臣政権の下で天草五人衆は佐々成政の与力とされたが、肥後国人一揆により成政が失脚、代わって肥後南半国の領主としてキリシタン大名の小西行長が下向するとその与力とされた。しかし天正17年（1589年）、五人衆は行長の宇土城普請の命に背いて反乱に及んだ末に敗れて降伏、逃走した志岐氏を除く4氏が行長の家臣に組み入れられた。その後、行長は志岐にキリシタンの家臣日比屋了荷（受洗名はヴィセンテ。ヴィンセンゾとも）を置いた。天草のキリシタンは行長の庇護を受けることになったのである。また、乱の翌年には上津浦氏もキリスト教に受洗している。
天正19年（1591年）、宣教師養成のための天草コレジオ（学林）が羊角湾岸の河浦に設置され、全寮制の集団教育がなされた。天正遣欧少年使節の4人もここで学んでいる。少年使節は日本にグーテンベルク式活版印刷機を持ち帰ったが、天草ではこれを用いて『伊曽保物語』『平家物語』『羅葡日対訳辞典』などの「天草本」と呼ばれる印刷物が刊行された。
関ヶ原の戦いの後、敗れた小西行長は斬首され、天草は唐津藩の飛び地となる。領主寺沢広高は現在の苓北町に富岡城を築いて城代を置き、検地を行い天草の石高を4万2千石とした。しかしこれは実際の生産高の倍にあたり、そのため過酷な税の取り立てとキリシタンの弾圧が行われた。さらに飢饉が続いたことも要因となって、寛永14年（1637年）、島原・天草の乱が勃発した。
乱後、山崎家治が富岡藩4万2千石で入封し、富岡城の再建、離散した領民の呼び戻し、新田開発などに当たった。寛永18年（1641年）、家治はその功績により讃岐丸亀藩5万3千石に加増移封され、天草は天領となった。代官鈴木重成は天草の復興に努める一方、再検地の結果に基づき石高を実収に見合うよう半減すべきと幕府に訴えた。しかし、再三の訴えも聞き入れられなかったため、重成は上表文を残して自刃したと伝承されてきたがこれは近代になってから作られた話で、公文には全く記載されておらず、慰霊碑にも病死と記録があり石高も重成存命中に半減されているが、当時の一般的な税率は4公6民であり変わらず島民は重税に苦しんだ。また、キリシタン弾圧のための寺檀制度の確立と一向一揆を恐れて浄土真宗寺院門徒の監視の為に曹洞宗の僧侶であった重成の兄（仏教思想家・文学者として知られる鈴木正三）により曹洞宗寺院が多数建立し、逆に一向一揆を警戒する歴代代官は浄土真宗寺院の建立は認めず寺地を強制的に移転させたり、門徒を強制的に曹洞宗に改宗させて弾圧した。
廃藩置県後1871年（明治4年）までは長崎県に属したが、その後、肥後国天草郡は熊本県、薩摩国出水郡は鹿児島県に属し、現在に至る。

## 交通

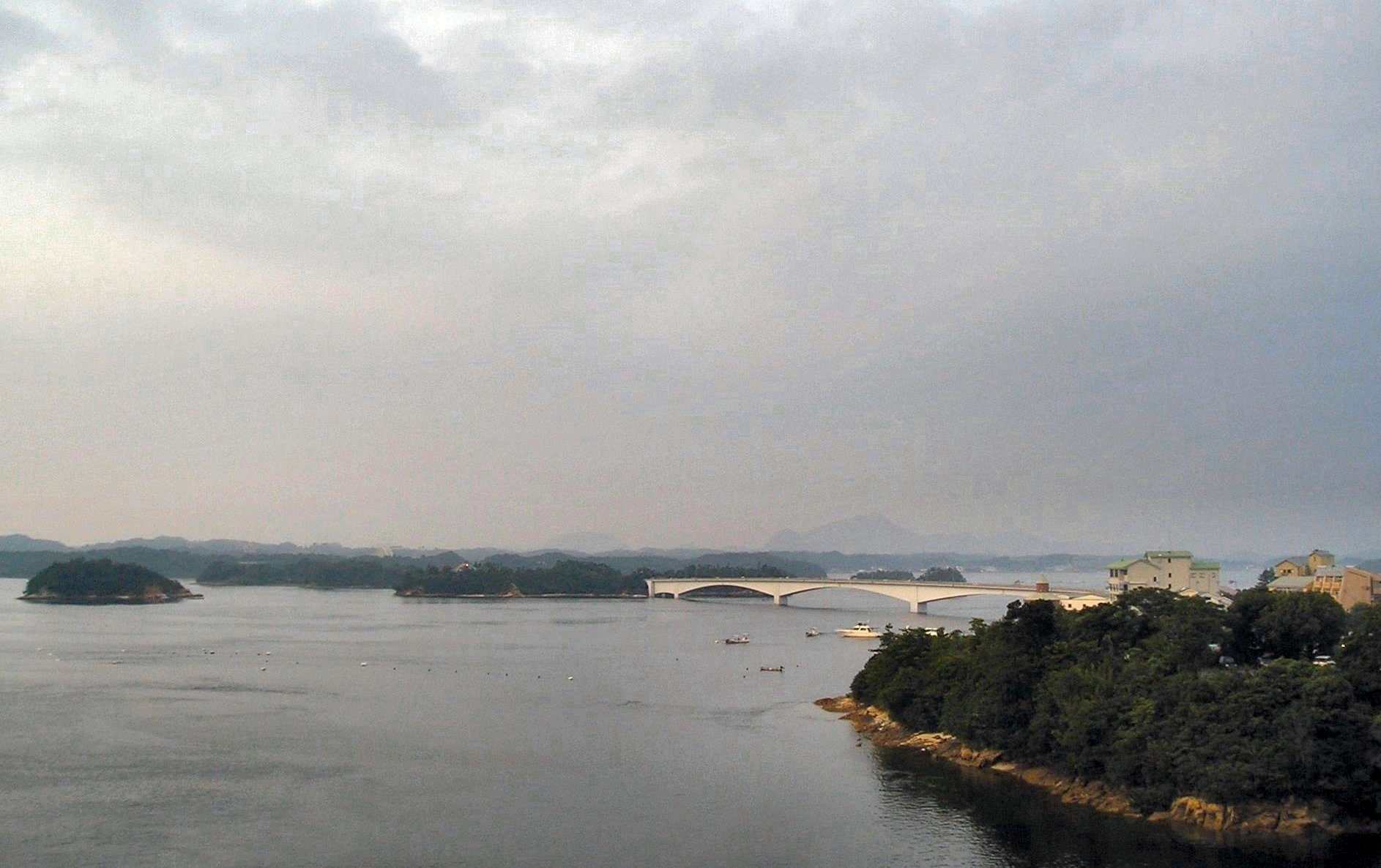
天草五橋の前島橋

熊本県の宇土半島先端の三角から大矢野島・天草松島を経て上島に至るルートは、1966年（昭和41年）に開通した天草五橋でつながっており、「天草パールライン」と呼ばれている。夏のピーク時には観光・海水浴などで自動車の通行量が1日平均2万5000台にも上り混雑する。
上島と下島の間は、天草の中心地である本渡の市街（下島）の近くで幅約100m、長さ約3kmの細長い本渡瀬戸によって隔てられているが、ここも1974年（昭和49年）に開通した天草瀬戸大橋と本渡瀬戸歩道橋で結ばれている。また、鹿児島県に属する長島と九州本土の間にも黒之瀬戸大橋が架かり、自動車での往来が可能である。
一方で海上航路は近年になって数を減らしつつあり、2005年（平成17年）5月に大道港 - 佐敷航路が、2006年（平成18年）8月に牛深 - 水俣航路が、2007年（平成19年）5月に本渡 - 水俣航路が廃止され、同年10月に松島 - 八代航路が、2008年（平成20年）5月に御所浦港 - 米ノ津港航路が、2009年（平成21年）3月には本渡港（下島） - 熊本港（熊本市）を約65分で結ぶ高速旅客船「マリンビュー」が運航休止となった。松島 - 八代航路は2009年4月に天草フェリーライン有限会社と松島フェリー株式会社の共同運航便として運航を再開したが、利用客の低迷により松島フェリーが経営破綻のため松島フェリー便が2011年（平成22年）11月27日より運航を無期限休止し、運航を再開することなく同年12月20日付で廃止となった。残った天草フェリーライン便も2013年（平成25年）3月31日の運航をもって再び無期限休止となり、天草 - 八代航路は全て消滅した。現在、下島の鬼池より口之津まで、牛深より長島の蔵之元港まで、中田より獅子島・諸浦島までのフェリーが運航されている。
地域高規格道路の候補路線「島原天草長島連絡道路」においては、島原 - 天草間および天草 - 長島間の架橋が計画されている。
諸島内に鉄道路線はなく、熊本県内の上島・下島へは天草五橋の手前にある九州旅客鉄道（JR九州）三角線三角駅が、鹿児島県内の長島へは肥薩おれんじ鉄道線折口駅がそれぞれ最寄りとなる。

### バス
熊本県内の大矢野島、上島、下島の各島内および島間は産交バスの運行エリアである。主要拠点として本渡バスセンターがあり、熊本市内と本渡を結ぶ快速「あまくさ号」が都市間連絡路線として運行されている。
鹿児島県内の長島は南国交通の運行エリアであり、阿久根駅や出水駅からのバスが運行されている。

### 航路
主な航路は以下の通り

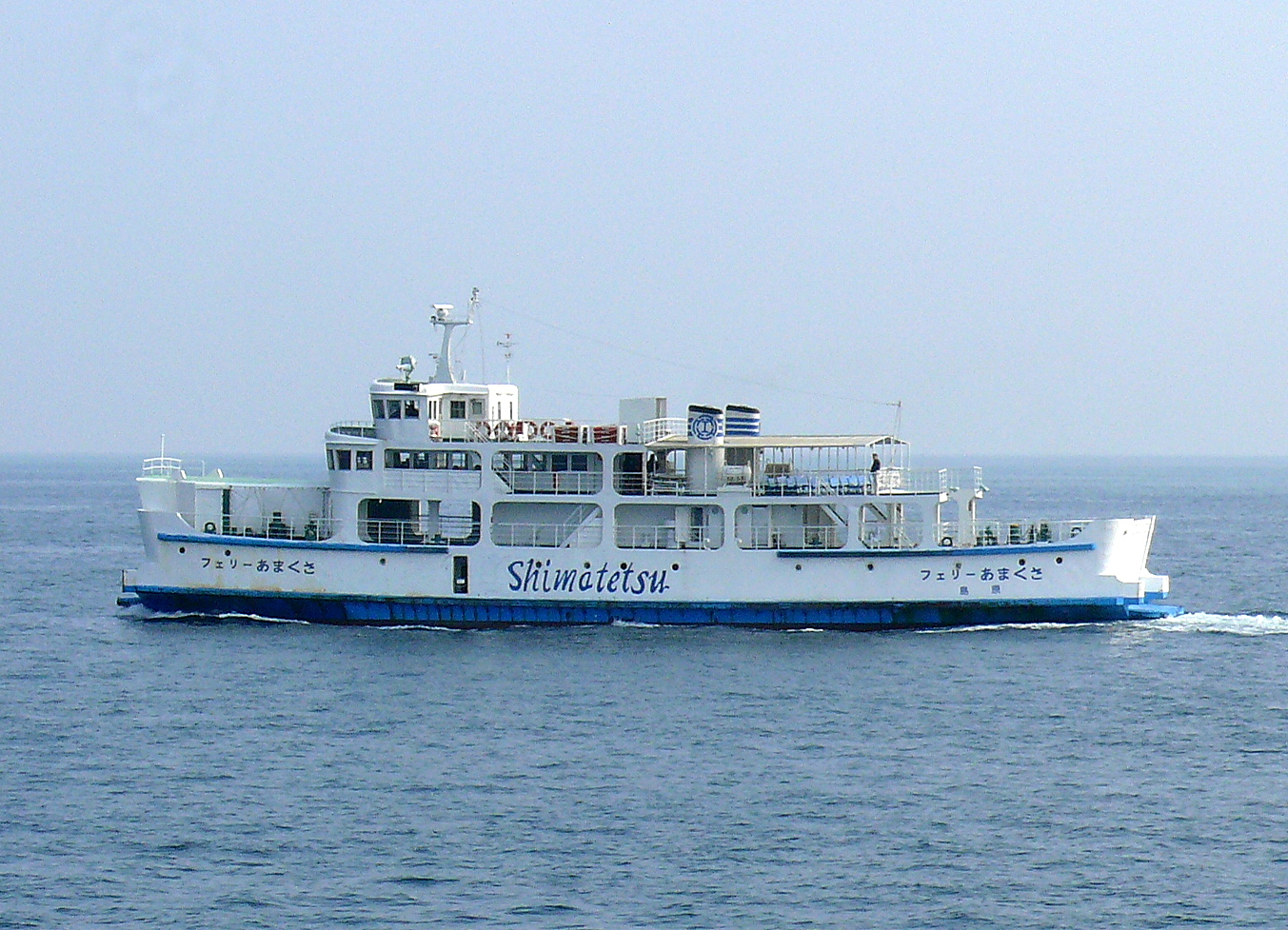
島鉄フェリー

- シークルーズ : 本渡港（下島） - 前島（上天草市松島町合津） - 三角港（宇城市三角町三角浦）

三角駅（三角港から徒歩3分）にてJR三角線熊本方面の列車と接続
- 天草観光汽船 : 本渡港 - 棚底港（上島） - 御所浦港（御所浦島） - 大道港（上島） - 姫戸港（上島）
- 島鉄フェリー : 鬼池港（下島） - 口之津港（南島原市）
- 苓北観光汽船：富岡港（下島） - 茂木港（長崎市）

かつては安田産業汽船により運航されていた。
- 天長フェリー : 中田港（下島） - 片側港（獅子島） - 諸浦港（諸浦島）
- 三和商船カーフェリー : 牛深港（下島） - 蔵之元港（長島）

### 空路

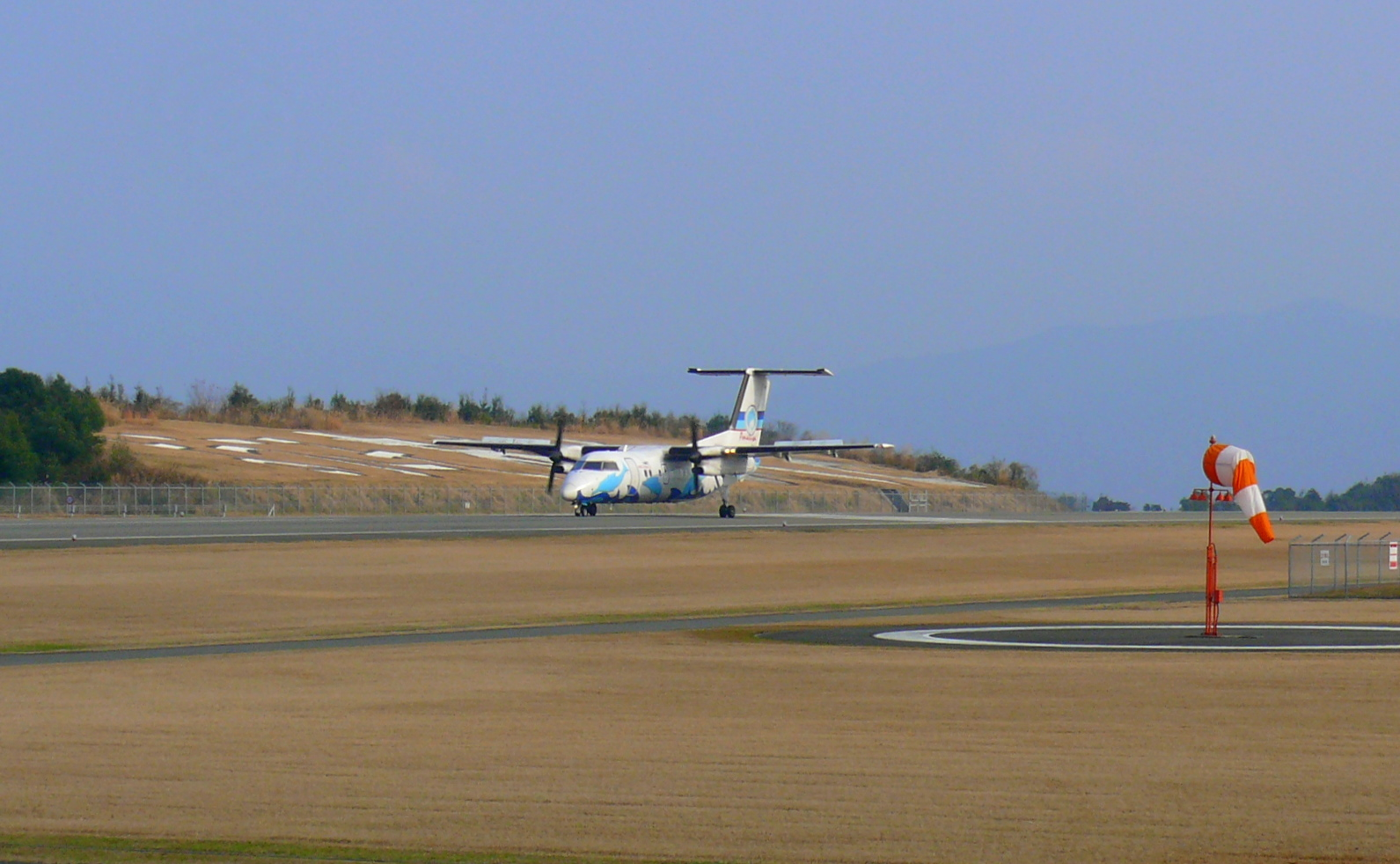
天草空港

- 天草エアライン[注釈 3] : 天草空港 - 福岡空港、熊本空港、大阪国際空港（熊本経由）

## 都市圏
金本良嗣・徳岡一幸によって提案された都市圏（10%通勤圏）。細かい定義等は都市雇用圏に則する。
一般的な都市圏の定義については都市圏を参照のこと。
※10%通勤圏に入っていない町村は、各統計年の欄で灰色かつ「-」で示す。
| 県       | 自治体 ('80) | 1980年               | 1990年               | 2000年               | 2005年               | 2010年               | 2015年               | 自治体 (現在) | 主要島嶼 |
| -------- | ------------ | -------------------- | -------------------- | -------------------- | -------------------- | -------------------- | -------------------- | ------------- | -------- |
| 熊本県   | 大矢野町     | -                    | -                    | -                    | -                    | -                    | -                    | 上天草市      | 大矢野島 |
| 熊本県   | 龍ヶ岳町     | -                    | -                    | -                    | -                    | -                    | -                    | 上天草市      | 天草上島 |
| 熊本県   | 松島町       | -                    | -                    | -                    | -                    | -                    | -                    | 上天草市      | 天草上島 |
| 熊本県   | 姫戸町       | -                    | -                    | -                    | -                    | -                    | -                    | 上天草市      | 天草上島 |
| 熊本県   | 倉岳町       | -                    | -                    | 本渡都市圏 7万5816人 | 本渡都市圏 7万2016人 | 天草都市圏 9万7379人 | 天草都市圏 9万0478人 | 天草市        | 天草上島 |
| 熊本県   | 栖本町       | -                    | 本渡都市圏 6万8343人 | 本渡都市圏 7万5816人 | 本渡都市圏 7万2016人 | 天草都市圏 9万7379人 | 天草都市圏 9万0478人 | 天草市        | 天草上島 |
| 熊本県   | 有明町       | 本渡都市圏 6万8801人 | 本渡都市圏 6万8343人 | 本渡都市圏 7万5816人 | 本渡都市圏 7万2016人 | 天草都市圏 9万7379人 | 天草都市圏 9万0478人 | 天草市        | 天草上島 |
| 熊本県   | 本渡市       | 本渡都市圏 6万8801人 | 本渡都市圏 6万8343人 | 本渡都市圏 7万5816人 | 本渡都市圏 7万2016人 | 天草都市圏 9万7379人 | 天草都市圏 9万0478人 | 天草市        | 天草上島 |
| 熊本県   | 天草下島     | 本渡都市圏 6万8801人 | 本渡都市圏 6万8343人 | 本渡都市圏 7万5816人 | 本渡都市圏 7万2016人 | 天草都市圏 9万7379人 | 天草都市圏 9万0478人 | 天草市        |          |
| 熊本県   | 新和町       | 本渡都市圏 6万8801人 | 本渡都市圏 6万8343人 | 本渡都市圏 7万5816人 | 本渡都市圏 7万2016人 | 天草都市圏 9万7379人 | 天草都市圏 9万0478人 | 天草市        |          |
| 熊本県   | 五和町       | 本渡都市圏 6万8801人 | 本渡都市圏 6万8343人 | 本渡都市圏 7万5816人 | 本渡都市圏 7万2016人 | 天草都市圏 9万7379人 | 天草都市圏 9万0478人 | 天草市        |          |
| 熊本県   | 河浦町       | -                    |                      | 本渡都市圏 7万5816人 | 本渡都市圏 7万2016人 | 天草都市圏 9万7379人 | 天草都市圏 9万0478人 | 天草市        |          |
| 熊本県   | 天草町       | -                    | -                    | -                    | -                    | 天草都市圏 9万7379人 | 天草都市圏 9万0478人 | 天草市        |          |
| 熊本県   | 牛深市       | -                    | -                    | -                    | -                    | 天草都市圏 9万7379人 | 天草都市圏 9万0478人 | 天草市        |          |
| 熊本県   | 苓北町       | -                    | -                    | -                    | -                    | 天草都市圏 9万7379人 | 天草都市圏 9万0478人 | 苓北町        |          |
| 熊本県   | 御所浦町     | -                    | -                    | -                    | -                    | 天草都市圏 9万7379人 | 天草都市圏 9万0478人 | 天草市        | 御所浦島 |
| 鹿児島県 | 長島町       | -                    | -                    | -                    | -                    | -                    | -                    | 長島町        | 長島本島 |
| 鹿児島県 | 東町         | -                    | -                    | -                    | -                    | -                    | -                    | 長島町        | 長島本島 |

- 2004年3月31日 - 大矢野町、松島町、姫戸町、龍ヶ岳町が合併し、上天草市が発足。
- 2006年3月20日 - 長島町と東町が合併し、新町制による長島町が発足。
- 2006年3月27日 - 本渡市、牛深市、有明町、御所浦町、倉岳町、栖本町、新和町、五和町、天草町、河浦町が合併し、天草市が発足。

## その他

### ドキュメンタリー
- 新日本風土記「天草」（2020年10月9日、NHK-BS）[4]